# Belmont (Ohio)
Belmont és una població dels Estats Units a l'estat d'Ohio. Segons el cens del 2000 tenia 532 habitants.

## Demografia
Segons el cens del 2000, Belmont tenia 532 habitants, 208 habitatges, i 148 famílies. La densitat de població era de 733,6 habitants/km².
Dels 208 habitatges en un 29,3% hi vivien nens de menys de 18 anys, en un 55,3% hi vivien parelles casades, en un 11,5% dones solteres, i en un 28,8% no eren unitats familiars. En el 24,5% dels habitatges hi vivien persones soles el 10,1% de les quals corresponia a persones de 65 anys o més que vivien soles. El nombre mitjà de persones vivint en cada habitatge era de 2,56 i el nombre mitjà de persones que vivien en cada família era de 3,05.
Per edats la població es repartia de la següent manera: un 25,6% tenia menys de 18 anys, un 7,7% entre 18 i 24, un 27,8% entre 25 i 44, un 25,2% de 45 a 60 i un 13,7% 65 anys o més.
L'edat mediana era de 38 anys. Per cada 100 dones de 18 o més anys hi havia 96 homes.
La renda mediana per habitatge era de 28.875 $ i la renda mediana per família de 35.000 $. Els homes tenien una renda mediana de 25.000 $ mentre que les dones 19.688 $. La renda per capita de la població era de 13.015 $. Aproximadament el 9,9% de les famílies i el 12% de la població estaven per davall del llindar de pobresa.

## Poblacions més properes
El següent diagrama mostra les poblacions més properes.